# 12,7 cm SK C/34
127-мм корабельна гармата SKC/34 (нім. 12.7 cm SK C/34) — німецька корабельна гармата періоду Другої світової війни, що перебувала на озброєнні ескадрених міноносців Крігсмаріне.

## Опис
127-мм корабельна гармата SKC/34 використовувався на есмінцях типу 34, типу 36 і типу 36B, а також на шлюпі «Грілле», навчальному кораблі «Бремсе» і міноносцях «Леопард» і «Лукс». Вони також призначалися як основне корабельне озброєння для непобудованих есмінців типу 38B, міноносців типу 40 і підводних човнів типу XI. Ці гармати встановлювалися в поодиноких баштах MPLC/34, перероблених з 10,5 см MPLC/28 або у здвоєних баштах Drh LC/38 на підводних човнах типу XI.
Хоча в Німеччині його позначали як 12,7-сантиметровий, усі гармати SKC/34 насправді мали канал ствола 128 міліметрів (5,04 дюйма). Гармата могла вести вогонь під кутами від -10° і до +30° і могла обертатися по повному колу на 360°. 127-мм корабельна гармата SKC/34 стріляла 28-кілограмовими осколково-фугасними снарядами із початковою швидкістю 830 м/с на відстань 17 400 метрів.
Вісім морських гармат цього типу також були придбані Грецією для використання в будівництві двох нових грецьких есмінців у 1941 році. Однак початок Другої світової війни змусив грецький уряд скасувати свої плани. Натомість греки встановили гармати для спостереження за протокою Корфу під час греко-італійської війни.
Деякі з цих гармат залишалися на озброєнні до 2003 року в підрозділах берегової оборони Норвегії.

## Зброя схожа за ТТХ та часом застосування
- 133-мм корабельна гармата QF 5.25 inch Mark I
- 120-мм корабельна гармата QF Mark IX & XII
- 128-мм зенітна гармата FlaK 40
- 130-мм корабельна гармата OTO/Ansaldo Mod. 1937/1938
- 130-мм корабельна гармата зразка 1935 року (Б-13)
- 130-мм артилерійська установка Б-2ЛМ
- 130-мм корабельна гармата Modèle 1919
- 130-мм корабельна гармата Modèle 1924
- 130-мм корабельна гармата Modèle 1932/1935
- 127-мм корабельна гармата 5"/51
- 127-мм зенітна гармата 5"/25
- 127-мм корабельна гармата Mark 12 5"/38
- 127-мм корабельна гармата Type 3